# Giải quần vợt Pháp Mở rộng 2022 - Đôi nữ huyền thoại
Nathalie Dechy và Amélie Mauresmo là đương kim vô địch, nhưng cả hai chọn không tham dự.
Flavia Pennetta và Francesca Schiavone là nhà vô địch, đánh bại Gisela Dulko và Gabriela Sabatini trong trận chung kết, 1–6, 7–6(7–4), [10–6].

## Kết quả

### Từ viết tắt
| - Q = Vòng loại - WC = Đặc cách - LL = Thua cuộc may mắn - Alt = Thay thế - SE = Miễn đặc biệt | - PR = Bảo toàn thứ hạng - w/o = Thắng nhờ đối thủ rút lui trước trận đấu - r = Bỏ cuộc giữa trận đấu - d = Bị xử thua - SR = Xếp hạng đặc biệt |

### Chung kết
|  | Chung kết |                                     |   |    |      |  |
|  |           |                                     |   |    |      |  |
|  | A4        | Gisela Dulko Gabriela Sabatini      | 6 | 64 | [6]  |  |
|  | A4        | Gisela Dulko Gabriela Sabatini      | 6 | 64 | [6]  |  |
|  | B3        | Flavia Pennetta Francesca Schiavone | 1 | 7  | [10] |  |

### Bảng A
|    |                                      | T Golovin N Tauziat | L Davenport MJ Fernández | I Majoli M Pierce | G Dulko G Sabatini | RR T–B | Set T–B   | Game T–B    | Xếp hạng |
| A1 | Tatiana Golovin Nathalie Tauziat     |                     | 0–6, 1–6                 | 6–4, 6–3          | 6–4, 6–4           | 2–1    | 4–2 (67%) | 25–27 (48%) | 2        |
| A2 | Lindsay Davenport Mary Joe Fernández | 6–0, 6–1            |                          | 6–4, 0–6, [10–8]  | 3–6, 3–6           | 2–1    | 4–3 (57%) | 25–23 (52%) | 3        |
| A3 | Iva Majoli Mary Pierce               | 4–6, 3–6            | 4–6, 6–0, [8–10]         |                   | 4–6, 1–6           | 0–3    | 1–6 (14%) | 22–31 (42%) | 4        |
| A4 | Gisela Dulko Gabriela Sabatini       | 4–6, 4–6            | 6–3, 6–3                 | 6–4, 6–1          |                    | 2–1    | 4–2 (67%) | 32–23 (58%) | 1        |